# Jakob Heep
Jakob Heep (né le 6 juillet 1893 à Bacharach et mort le 14 août 1956 à Idar-Oberstein) est un homme politique allemand (SPD).

## Biographie
Après l'école primaire, Heep suit un apprentissage commercial. Il fait son service militaire dans l'Armée prussienne à partir de 1910, est militaire au service de santé et détient le grade de sous-sergent médical. De 1915 à 1918, il sert dans l'administration de l'hôpital royal de la forteresse prussienne (de) à Coblence. De 1918 à 1920, il travaille au cabinet médical puis au bureau principal de ravitaillement de la ville de Coblence. En plus de ses activités professionnelles, il poursuit sa formation de 1926 à 1929 à la Mittelrheinische Verwaltungsakademie (de) et de 1927 à 1931 à l'Académie d'administration de Bonn.
Pendant l'ère national-socialiste, Heep est démis de ses fonctions d'inspecteur du gouvernement en 1936, arrêté par la Gestapo et condamné à huit mois de prison. Il est de nouveau arrêté en 1938 pour avoir enfreint la « loi perfide » et condamné à un an de prison. Après sa libération, il travaille comme agriculteur indépendant à Dommershausen. À partir de 1944, il participe à la Seconde Guerre mondiale en tant que soldat. Pendant la guerre, il est prisonnier de guerre et, en 1945, il est brièvement détenu par les États-Unis.
Heep est déjà membre du SPD avant 1933, qu'il rejoint en 1945. En septembre 1945, il est nommé maire suppléant du Kirchberg par le gouvernement militaire. Il occupe ce poste jusqu'en septembre 1946, date à laquelle il accepte le poste d'administrateur de l'arrondissement de Birkenfeld, qu'il occupe jusqu'à sa mort. Après la fondation de l'État de Rhénanie-Palatinat, il est élu au parlement de l'État de Rhénanie-Palatinat lors des premières élections d'État en 1947 via un mandat direct dans le district de Coblence, dont il est membre jusqu'en 1951. Au parlement d'État, il est membre du comité de la politique agricole, du comité de la nutrition et de l'approvisionnement, du comité de la réforme et de la commission de la réforme et de l'épargne. jusqu'au 5 avril 1948, il est également président de la commission du budget et des finances.